# Meruidae
Famille
Genre
Espèce
Les Meruidae sont une famille d'insectes aquatiques de l'ordre des coléoptères. Elle n'est représentée que par un seul genre, Meru, et une seule espèce, Meru phyllisae, endémique du Venezuela.

## Systématique
La famille des Meruidae, le genre Meru et l'espèce Meru phyllisae ont été décrits en 2005 par les entomologistes américains Paul J. Spangler (d) (1924-2011) et Warren E. Steiner (d).

## Description
L'holotype de Meru phyllisae mesure 0,85 mm de long pour 0,39 mm de large. La couleur de cette espèce varie du brun foncé au jaune brunâtre. À la date de description, il s'agissait de la plus petite espèce de l'ordre des Adephaga. 

## Étymologie
Le nom générique, Meru, signifie « cascade » en langue pemóns.
Son épithète spécifique, phyllisae, lui a été donnée en l'honneur de Phyllis M. Spangler qui a aidé à la découverte de ce coléoptère et a été d'une grande aide dans l'étude des coléoptères aquatiques et ce durant de nombreuses années.

## Publication originale
- (en) Paul J. Spangler et Warren E. Steiner, « A new aquatic beetle family, Meruidae, from Venezuela (Coleoptera: Adephaga) », Systematic Entomology, Wiley-Blackwell, vol. 30, no 3,‎ 7 mars 2005, p. 339-357 (ISSN 0307-6970 et 1365-3113, DOI 10.1111/J.1365-3113.2005.00288.X, lire en ligne).